# Eupithecia unitaria
Eupithecia unitaria là một loài bướm đêm trong họ Geometridae.